# Bad Wiessee
Bad Wiessee település Németországban, azon belül Bajorországban. Lakosainak száma 5134 fő (2023. december 31.).

## Népesség
A település népessége az elmúlt években az alábbi módon változott:
| Lakosok száma | 356  | 4275 | 4457 | 4163 | 4672 | 4777 | 4889 | 5016 | 5044 | 5134 |
|               | 1875 | 1950 | 1975 | 1987 | 2012 | 2014 | 2016 | 2017 | 2021 | 2023 |